# Xorychti
Xorychti (Grieks: Ξορύχτι) is een dorp in het oostelijke deel van Magnesia, Thessalië, Griekenland. Het is gelegen op 420 m hoogte, op de oostelijke helling van de beboste berg Pilion. In 2011 had het dorp 219 inwoners. Xorychti ligt 2 km ten noordwesten van Afetes, 3 km ten zuiden van Tsangkarada, 5 km ten noordoosten van Milies, 12 km ten zuidoosten van Zagora en 21 km ten oosten van de stad Volos.

## Inwoners
| Jaar | Inwoners |
| ---- | -------- |
| 1981 | 256      |
| 1991 | 226      |
| 2001 | 278      |
| 2011 | 219      |